# 英格蘭足球丁級聯賽
在1958年至1959年到1992年至1993年英格蘭足球超級聯賽成立期間，英格蘭足球丁級聯賽是英格蘭足球聯賽系統裡的第四級聯賽，在1992年改稱丙級聯賽。

## 歷史
1958年，地區性質的丙級北部聯賽及丙級南部聯賽合併，成立了全新的丙級聯賽及丁級聯賽。由於分別有兩個地區級別聯賽的經濟效益不彰，有關方面決定在第三級和第四級設立國家級聯賽 。在1957年至1958年，兩個地區聯賽分別成績最好的12支隊伍組成丙級聯賽，其餘隊伍就是丁級聯賽的創始成員。
組成丁級聯賽的球隊分別是：
- 來自丙級北部聯賽：巴羅、克魯、蓋茨黑德、約克城

- 來自丙級南部聯賽：艾迪索特、水晶宮、

丁級聯賽被通俗地稱為「基層聯賽」，後繼的聯賽保留著這個名稱。在1987年前，丁級聯賽前四名自動升級至丙級聯賽，排名最低的四支隊伍會進行重選，由其他球會來決定他們是否留在丁級聯賽，1987年才引入自動降級，第四個升級席位亦在同年開始須通過附加賽來決定。
丁級聯賽最高平均入場人數是在1960年至1961年球季由水晶宮創下，達到19,092人，而單場最高入場人數也出現在同一個賽季，37,774人湧進塞爾赫斯特公園球場觀看水晶宮對米禾爾的比賽。

## 進出
由丁級聯賽自動降級至議會全國聯賽的制度在1986年至1987年引進。

### 獲選至英格蘭足球聯賽
| 球季           | 退出丁級聯賽 | 從地區聯賽獲選 | 註腳                                                  |
| -------------- | ------------ | -------------- | ----------------------------------------------------- |
| 1959年至1960年 | 蓋茨黑德     |                | 米德蘭足球聯賽的獲選。                                |
| 1961年至1962年 |              | 牛津聯         | 阿克寧頓史丹利倒閉，其記錄被刪去。 英格蘭足球南部聯賽的牛津聯獲選。 |
| 1969年至1970年 |              | 劍橋聯         | 英格蘭足球南部聯賽的劍橋聯獲選。                      |
| 1971年至1972年 | 巴羅         |                | 英格蘭足球南部聯賽的獲選。                            |
| 1976年至1977年 |              | 溫布頓         | 英格蘭足球南部聯賽的溫布頓獲選。                      |
| 1977年至1978年 |              |                | 英格蘭北部超級聯賽的獲選。                            |

### 升降級
| 球季           | 退出丁級聯賽 | 從議會全國聯賽加入 | 註腳                                                                                      |
| -------------- | ------------ | ------------------ | ----------------------------------------------------------------------------------------- |
| 1986年至1987年 | 林肯城       |                    | 林肯城降級至議會全國聯賽。                                                                |
| 1987年至1988年 |              | 林肯城             | 降級至議會全國聯賽。                                                                      |
| 1988年至1989年 |              |                    | 降級至議會全國聯賽。                                                                      |
| 1989年至1990年 |              |                    | 降級至議會全國聯賽。                                                                      |
| 1990年至1991年 | 沒有         |                    | 位處榜尾，但因甲級聯賽擴軍至22隊而倖免降級（丁級聯賽要因應擴軍至23隊）。                  |
| 1991年至1992年 | 艾迪索特     |                    | 梅特斯通在1992年至1993年球季開始前放棄競逐丁級聯賽，使聯賽的參賽球隊恢復至22支，並更名為丙級聯賽. |

## 註腳
1. ↑  （英文）Tony Brown. .   [2012-08-07]. （原始内容存档于2018-04-20）.
2. ↑  （英文）. footballsite.co.uk.   [2012-08-09]. （原始内容存档于2013-04-19）.
3. ↑  Humphreys & Howard 2008，第44頁